# Idaea albida
Idaea albida là một loài bướm đêm trong họ Geometridae.